# Heron (Automarke)
Heron war eine britische Automobilmarke. Die Autos wurden von 1924 bis 1926 von den Strode Engineering Works in Herne (Kent) hergestellt. Es handelte sich dabei um Leichtfahrzeuge.
Im Jahre 1924 wurde der Heron 8 hp vorgestellt. Der Kleinwagen besaß einen wassergekühlten Vierzylinder-Reihenmotor mit seitlich stehenden Ventilen und 1,0 l Hubraum. Der zweisitzige Roadster hatte einen Radstand von 2134 mm und seine Karosserie war aus Sperrholz aufgebaut. Im Jahr darauf löste der Heron 10.8 hp dieses erste Modell ab. Dies war ein viersitziger Tourenwagen mit 1,4-l-Motor und einem Radstand von 2438 mm. Auch er hatte eine Sperrholzkarosserie.
Die Holzkarosserien waren nicht beständig. Fäulnis und Termitenfraß machten den Wagen schneller den Garaus als heutzutage der Rost den Ganzstahlfahrzeugen. Im Jahr 1926 war die Marke wieder vom Markt verschwunden.

## Modelle
| Modell  | Bauzeitraum | Zylinder | Hubraum  | Radstand |
| ------- | ----------- | -------- | -------- | -------- |
| 8 hp    | 1924–1925   | 4 Reihe  | 970 cm³  | 2134 mm  |
| 10,8 hp | 1925–1926   | 4 Reihe  | 1368 cm³ | 2438 mm  |

## Quelle
- David Culshaw, Peter Horrobin: The Complete Catalogue of British Cars. 1895–1975. New edition, reprint. Veloce Publishing plc., Dorchester 1999, ISBN 1-874105-93-6.